# Ngamta Thamwattana
Ngamta "Natalie" Thamwattana est une mathématicienne thaïlandaise qui travaille en Australie, elle est professeure de mathématiques appliquées à l'Université de Newcastle. En 2014, elle a remporté la Médaille  J. H. Michell de la Société mathématique australienne pour ses contributions à la nanotechnologie.

## Formation et carrière
Thamwattana est originaire de la Province de Chumphon en Thaïlande, où sa mère crée des robes et son père travaille dans la police.
Après sa première année d'université, ses hauts scores en sciences et en mathématiques lui valent une bourse du gouvernement avec la totalité des droits de scolarité et, plus tard, un soutien pour des études doctorales à l'étranger.
Elle a obtenu son bachelor en mathématiques de l'Université Mahidol en Thaïlande en 2000, en choisissant les mathématiques, car en tant que mathématicienne, elle n'aurait pas à « jouer avec les produits chimiques ni à tuer un rat ou des insectes ». Elle a obtenu son doctorat à Wollongong en 2004 sous la supervision de James Murray Hill avec une thèse intitulée «  Some Analytical Solutions For Problems Involving Highly Frictional Granular Materials ».
Après avoir terminé ses études, elle a renvoyé l'argent de sa bourses d'études thaïlandaise afin de rester en Australie avec son mari, maître de conférences à Wollongong. Elle a rejoint la faculté de Wollongong elle-même, et a fondé le Groupe de Nanomécanique. En 2018, elle part à l'Université de Newcastle pour prendre un poste de professeur de mathématiques appliquées.

## Prix et distinctions
En 2014, elle a remporté la Médaille J. H. Michell de la Société mathématique australienne (ANZIAM) pour ses « contributions pionnières dans les domaines des matériaux granulaires et de la nanotechnologie ».